# José Antonio Martínez Gil
José Antonio Martínez Gil (nascut el 12 de febrer de 1993) és un futbolista professional espanyol que juga com a defensa central.

## Carrera de club
Nascut a La Palma del Condado, Huelva, Andalusia, Martínez va acabar la seva formació amb l'AD Nervión. L'any 2012 es va traslladar a l'AD Cerro del Águila, debutant sènior durant la campanya, a les lligues autonòmiques.
El juliol de 2013, Martínez es va incorporar a Tercera Divisió al CD Alcalá. El 24 de gener de l'any següent, després de ser titular indiscutible, va fitxar pel Sevilla FC i va ser destinat inicialment al filial de Segona Divisió B.
El 27 de juny de 2016, després d'aconseguir l'ascens a Segona Divisió, Martínez va acordar un contracte amb un altre equip filial, el FC Barcelona B també de tercera divisió. Jugant com a titular, va contribuir amb 34 partits i un gol quan el seu equip va tornar a la segona divisió després d'una absència de dos anys.
Martínez va fer el seu debut com a professional el 19 d'agost de 2017, com a titular en una victòria fora de casa per 2-1 contra el Real Valladolid. L'1 de juliol següent, va signar un contracte de tres anys amb la SD Eibar de la primera divisió, però va ser cedit al Granada CF a la segona divisió a finals de mes.
El 10 d'agost de 2019, després d'aconseguir l'ascens amb els Nazaríes, es va renovar la cessió de Martínez per un any més. Va debutar a la primera categoria l'1 de setembre, jugant els últims 14 minuts en una derrota per 3-0 a casa del RCD Espanyol.
El 19 de desembre de 2020, es va anunciar que Martínez s'uniria al FC Dallas de la MLS a començaments de la temporada 2021.